# Polyalthia pachyphylla
Polyalthia pachyphylla är en kirimojaväxtart som beskrevs av George King. Polyalthia pachyphylla ingår i släktet Polyalthia och familjen kirimojaväxter. IUCN kategoriserar arten globalt som otillräckligt studerad. Inga underarter finns listade i Catalogue of Life.